# Consultor de imigração
Um consultor de imigração é uma pessoa que ajuda as pessoas a emigrar de um país para outro e através de processo legal e de documentação para aumentar as chances de imigração para estudo, trabalho, viagem ou fins comerciais.
Os consultores de imigração podem ou não ter conhecimento jurídico sobre leis de imigração e leis de vistos e sobre procedimentos para obtenção de diferentes tipos de vistos, pois a designação é regulamentada por alguns governos, mas não por todos. Nos Estados Unidos, os consultores/ notários de imigração não são obrigados a ter treinamento formal em leis de imigração e não estão autorizados a responder nem mesmo às questões legais de imigração mais básicas. Fazê-lo constituiria prática não autorizada da lei, o que é crime. Por causa disso, muitas organizações, incluindo o Central America Resource Center, recomendam que todas as pessoas que procuram assistência de imigração evitem completamente notários e consultores de imigração e, em vez disso, procurem aconselhamento jurídico de um advogado licenciado. Por outro lado, o Canadá fornece a certificação como Consultor de Imigração Canadense Regulamentado por meio do Conselho Regulatório de Consultores de Imigração do Canadá, e a Austrália a fornece por meio da Autoridade de Registro de Agentes de Migração.
Consultores de imigração começaram a trabalhar na década de 1960  quando um grande número de pessoas qualificadas começou a migrar da Ásia e América Latina para os Estados Unidos, Canadá e Europa. Geralmente esses países desenvolvidos exigem profissionais altamente qualificados e por isso possuem regras muito rígidas e complicadas para imigração e processamento de vistos. Para ajudar as pessoas que precisam de clareza quanto às regras de visto e imigração de vários países, surgiu este conceito de consultorias de imigração.